# Wólka Włościańska
Wólka Włościańska (pronunciación en polaco: /ˈvulka vwɔɕˈtɕaj̃ska/) es un pueblo ubicado en el distrito administrativo de Gmina Wielgomłyny, dentro del Distrito de Radomsko, Voivodato de Łódź, en Polonia central. Se encuentra aproximadamente a 6 kilómetros al noroeste de Wielgomłyny, a 19 kilómetros al este de Radomsko, y a 84 kilómetros al sur de la capital regional Łódź.